# Шелар л'Евек
Шелар л'Евек (фр. Cheylard-l'Evêque) је насељено место у Француској у региону Лангдок-Русијон, у департману Лозер.
По подацима из 2011. године у општини је живело 62 становника, а густина насељености је износила 2,09 становника/km².

## Демографија
| 1962. | 1968. | 1975. | 1982. | 1990. | 2011. |
| ----- | ----- | ----- | ----- | ----- | ----- |
| 184   | 151   | 125   | 114   | 60    | 62    |